# Odontolabis gazella
Odontolabis gazella es una especie de coleóptero de la familia Lucanidae.

## Distribución geográfica
Habita en Tailandia, Malaya, Borneo, Sumatra y Balabac.